# 精算學
精算學（英語：actuarial science）是一門應用科學，於財務和保險行業應用數學和統計方法，主要用來評估長期風險。從事精算的專業人員稱為精算師。
精算涵蓋了數個相關領域，尤其是數學的概率論和統計學。傳統的精算重點在分析死亡率，製作生命表，和應用利息理論。現在精算也用到了財務的高等數學模型。金融經濟學也影響著精算理論。

## 精算的發展

### 精算起源
在古代社會中，生存能力較弱的人，如病人、殘疾人士、長者、窮人等一般無法從社會中取得應有的保護，當時他們主要靠社會中僅有的慈善活動以求存活，不同的宗教組織或鄰舍也會把有需要人士及貧窮的人集中在一起照顧。到了公元三世紀中葉，單是羅馬城裡的慈善活動便養活了1,500名病人。然而，依靠慈善事業而來的資源供應並不穩定，而且接受捐獻者在社會往往被視為等次較低的人，甚至會被大眾邊緣化，因此在公元五世紀，社會開始出現一些互相幫助的協議及類似補助金的共同基金。羅馬帝國建立初期，一些為殮葬開支而設的協會逐漸成立，協會成員需於初期繳付一筆會費，及定期繳付少量金錢以維持協會運作。積累的金錢成為公積金，用於喪葬的補助費，此乃人壽保險的鼻祖。不幸的是，這些補助組織往往會因為對死亡、疾病等認知不足而無法長久運作。

### 萌芽期
十七世紀的英、法、德等歐洲國家，在數學方面有極大進展，當中多種新數理概念可謂推動了一場數學革命。同時，人類對以科學方法來計算自身面對的風險的需求急劇增加。除此以外，人類開始研究複利效應，與此同時，機率論也隨著數學知識的增加而浮現。1662年，一位名叫約翰·葛蘭特的倫敦布商發現，儘管每個人的壽命及死亡率皆無法確定，某些類別的人的壽命卻是可預期的。這一發現成了精算生命表的始祖，現時幾乎所有保險計劃的保費計算也是基於這個原理。愛德蒙·哈雷是首個向公眾示範如何利用這原理，較為準確地計算每位被判斷為同類的人應繳的費用，以求整個類別的人在離世是可分別得到同額的補助金。除此以外，哈雷在1693年示範了如何計算某年齡人士的生命年金保費。

### 早期的精算師
1762年，作為Society for Equitable Assurances on Lives and Survivorship （现在俗称公平人寿保险公司）的始創者及支柱之一，占士·杜臣於計算定額保費為精算界貢獻良多，而該公司亦屹立至今天（雖然早前曾遇上財務困境）。它不但是首間利用科學方法計算長期壽險保費的公司，同時其首席執行官也是首個為計算保費的人冠上「精算師」銜頭的人。接下來的二百年，大量人壽保險公司及退休基金成立，也是使用相同原理及方法經營人壽保險業務。至於早期沒有利用數理方法協助經營的公司，大多落得倒閉的下場，剩下的也被迫接受占士·杜臣首創的方法，方可繼續經營保險業務。

### 科技發展
十八至十九世紀時，縱然計算保費異常繁複，由於計算工具有限，精算師往往只能靠雙手計算。當時精算師為使計算盡量變得簡單，遂引入了一些近似值方法，建構簡明易用，但卻更為準確的生命表。與此同時，不少支援精算師及精算學的組織紛紛成立，通過保證精算師的工作水準、能力和道德水平來保護受保眾的利益。儘管如此，計算過程仍然複雜無比，而所謂的「捷徑」只是平平無奇的算術小技，對精算發展無甚幫助。即使到了二十世紀初期，非壽險精算師也繼續步上壽險精算師的後塵，僅是1920年計算工人補償一項工作，便花了一組日以繼夜地工作的精算師共兩個月時間。
三十年代始，隨機過程的數學基礎被確立，嚴密的統計模型讓精算師預測隨機事件導致的損失，並放棄使用決定論方法。人類發明計算機後，精算學的發展更如革命般大幅推進，從前用紙筆運算的日子已不復再，取而代之的是五花八門的計算工具。隨著電腦工業的發展，精算師的預測能力以幾何級數上升，昔日的知識已不敷應用，精算師必須與時並進才能繼續生存。

### 保險界外的精算師
除了壽險公司的精算師或產險公司的精算師外，亦有專攻精算企業未來的退休金負債、退休金費用...的退休金精算師。

## 各地發展情況

### 香港

#### 香港大學

##### 70/80年代以前
香港大學為歷年香港精算學主要培訓學府，在70年代以前已有相關科目。社會科學院統計系已於70年代以前已設有的風險管理科學主修，更在80年代在風險管理科學主修加上精算學的副修選項，而當年大量數學理科尖子入讀科會科學院，要成績極其優異才可選擇風險管理科學，統計系次之，大量高考理科狀元如羅致光(2A1C)和羅家聰也只可讀其餘社會科學科目，而入學成績比其餘熱門科目如港大醫科(ACD-BCD)以及港大電子工程(ABB-ABC)和港大土木工程(ABB-ABC)更高。
此時期每年香港的風險管理或精算學生畢業生大概只有30人左右。

##### 90年代
90年代社會科學改為分科收生,但1994年開設理學士（精算學）的獨立主修科目,將本來的風險管理科學主修以及精算學的副修減去數科風險管理科目濃縮為大一2科，大二至大三8科統計科目，收生人數大概只有數人至10多人，收生成績為香港之冠(3A/2A1B)，而統計系則收取80人左右的學生，而主流學生即30人左右都選修風險管理科學主修或加以精算學的副修的組合。
此時期每年香港的風險管理或精算學生畢業生大概只有40-50人左右。

##### 00年代至今
2004年統計系轉入理學院，精算學主修收生人數大為增加至精算學80人左右（大概有60人成功畢業），因為精算學的關係，本來理科成績最好的學生亦會入讀醫科、工程、會計等科目，香港大學理學士只可收取其中一部份理科最好的學生，但2004年後變為收取分數差不多全部都是全港高考最高分的500人（商科生亦可入讀），近乎全部考入的學生都報讀風險管理或風險管理副修精算，但因為競爭太大,為了確保理學院其餘科目有人報讀，風險管理主科考試內容極多而艱深，大部份學生即大概200人轉入相關的統計學，其餘轉入數學物理等科目。最終風險管理畢業只有50人左右，而主修風險管理副修精算而最後成功畢業的則只有大概1-2人，執行數年6901課程後的HKDSE收生成績下降了很多，因為大部份學生知道不可以修讀風險管理或精算學；
此時期每年香港大學的風險管理或精算學生畢業生大概只有110人左右，其餘大學的精算相關學位也不停上升。

#### 其他大學
- 中文大學於2002年開辦工商管理學士（保險、財務與精算學）
- 香港理工大學於2001年開辦了一個為在職人士而設的兼讀精算學士學位課程，爾後開設全日制精算學（榮譽）理學士學位以及科技應用數學理學碩士課程（精算及投資科學）
- 香港城市大學於2004年與法國University of Paris-Dauphine合辦金融與精算數學理學碩士，於2015年獨立開辦理學碩士(金融與精算數學)
- 香港浸會大學於2015年與加拿大Simon Fraser University合辦數學及統計 - 精算統計學理學士學位課程
- 嶺南大學於2016/17學年起開辦工商管理學士(風險及保險管理)
- 香港恒生大學於2017/18學年起開辦 精算及保險（榮譽）理學士
- 香港科技大學理學院本科學士課程提供精算科學副修

### 澳洲
精算學分為三個部分。第一個部分為以通過國家考試為基礎的課程，爾後兩個部分須經由專業課程並需工作經驗為進修基礎（IAA-Ed 2006）。這項精算教育系統乃由澳大利亞精算學會（The Institute of Actuaries of Australia）專司認證。第一個部分（IAA-Part I 2006）：可由大學學分中抵免。目前針對精算學有頒授課程與學士學位之大學有麥覺理大學、新南威爾斯大學、墨爾本大學、澳洲國立大學、邦德大學、科廷科技大學與莫纳什大學，課程內容包含金融、金融數學、經濟學、壽險精算（contingencies）、人口統計學、精算模式、機率學與統計學。學生亦可經由通過倫敦精算學會的（IAA-Part I 2006）考試，抵免學分。第二個部分（IAA-Part II 2006）：有關精算內控系統（Actuarial control cycle），相關課程目前限麥覺理大學、新南威爾斯大學、墨爾本大學、澳洲國立大學、邦德大學、科廷科技大學與莫纳什大學等7所大學提供。第三個部分（IAA-Part III 2006）：由四項半年制的課程組成；兩項為必修，另兩項為選修，以供修業學生往專業化發展。

### 台灣
最早在1967年籌組中國精算學會，於1969年改名為「中華民國精算學會」，於1974年開始舉辦精算考試，並於1978年加入成為國際精算學會 (IAA) 的正會員團體。

## 外部連結
- 精算基本概念 （页面存档备份，存于）（英文）
- 英格蘭精算師協會（Institute of Actuaries）
- 美國產險精算協會（Casualty Actuarial Society）（页面存档备份，存于）
- 美國精算師協會（Society of Actuaries） （页面存档备份，存于）
- 香港精算學會
- 中華民國精算學會 （页面存档备份，存于）